# Vietcong 2
Vietcong 2 je válečný 3D first-person shooter od společnosti Take 2 a tvůrčího týmu Pterodon Software Ltd., která navazuje na první díl a je postavena na zbrusu novém engine. Novinkou je ovládání vozidel v multiplayeru, kde může hrát až 64 hráčů. Druhý díl také nabízí více než 50 zbraní.

## Děj
Příběh Vietcongu 2 se odehrává v roce 1968, kdy došlo k silné ofenzívě severovietnamské armády u města Hue. V misích si budou moci hráči prožít vše tak, jak si to ve svých vzpomínkách pamatují příslušníci speciálních jednotek a další vojáci Americké armády, kteří byli ve městě během ofensivy přítomni.
Hráč se ujme role amerického kapitána, jenž má zajistit ochranu válečnému dopisovateli během příměří, sjednaného kvůli tradičním oslavám Nového roku. Ve stejné roli si potom projde celou ofensivou Tet na 14 různých místech a absolvuje i závěrečný útok na Císařský palác a znovuzískání města Hue.
Ve hře bude také možnost vyzkoušet si kampaň za mladého příslušníka Vietkongu, bojujícího proti jihovietnamské armádě v rýžových polích a džungli okolo své vesnice. Po brzkém povýšení na seržanta se potom účastní i útoku na Císařský palác na začátku ofenzívy Tet.

## Nové technologie ve hře

### Fyzika
Není to sice úplná novinka, ale přece jenom je nový engine zvaný Ptero-Engine-III, použitý ve Vietcongu 2, více vymakanější a propracovanější. Dokonale pokročilá fyzika není sice použita na všech předmětech ve hře, ale když už někde je tak to stojí za to. Asi nejlepší příklad jsou pneumatiky, které můžete rozkutálet úplně jako v reálu.

### Normal mapy
Normal mapy jsou použity pouze na tvářích a rukou postav. Jedná se o to, jak zvětšit počet polygonů. Například jedna postavička je složená z tisíce polygonů, ale pod světlem by měla mít polygonů milión. Proto je z podrobnějšího modelu vygenerováno něco na způsob druhé textury, která určuje, jakým způsobem reagovat na nasvícení, a tato texturu je „přilepena“ na onen jednodušší model. Tohle se dělá hlavně kvůli nárokům na grafickou kartu, ta si totiž lépe poradí s jednoduchým modelem a dvěma texturami než s prací se složitějším modelem.

### Specular mapy
Specular mapa určuje, jak by se ve hře mělo odrážet světlo od různých povrchů. Odraz světla od kovu je úplně jiný než od mokrého asfaltu. Díky tomuto je druhý díl Vietcongu ještě realističtější.